# Tutti insieme inevitabilmente
Tutti insieme inevitabilmente (Four Christmases) è un film del 2008 diretto da Seth Gordon.
Il film è stato distribuito nelle sale italiane il 23 gennaio 2009.

## Trama
L'avvocato Brad McVie e la sua fidanzata Kate sono una coppia benestante di San Francisco felicemente non sposata e senza figli, che convive da tre anni. Nel tentativo di evitare le loro eccentriche famiglie nel periodo natalizio, i due fingono di essere impegnati in attività di volontariato in Asia, mentre invece fuggono in località esotiche. Quest'anno confessano ai colleghi di lavoro di Brad che la meta prescelta saranno le isole Figi, per godere di sole e relax. Purtroppo, nel quarto Natale del loro rapporto, Brad e Kate sono intrappolati all'aeroporto internazionale di San Francisco da avverse condizioni meteorologiche, e ogni volo in partenza viene annullato. A peggiorare la situazione ci pensa una giornalista televisiva che intervistandoli fa sì che i genitori apprendano della loro presenza forzata in città.
Ricevono quindi la visita del padre di Brad e della madre di Kate; quindi la madre di Brad e infine il padre di Kate. Brad e Kate stabiliscono che, se vorranno fuggire perché la situazione diventa troppo pesante, basterà pronunciare la parola vischio e il compagno capirà che è l'ora di andarsene.
Man mano che avanza il giorno, ciascuno scopre un inaspettato segreto sull'altro che entrambi erano stati troppo imbarazzati per raccontare e presto trovano la loro relazione sull'orlo del collasso. Mentre Brad conta alla rovescia i minuti di libertà, Kate si ritrova a guardare la vita di Brad e dei suoi fratelli e si accorge che lei desidera un matrimonio e dei figli suoi, la prospettiva che spaventa Brad. In viaggio per l'ultima visita, Kate gli confessa di aver fatto un test di gravidanza, risultato negativo e Brad ammette di esserne più che sollevato perché non vuole avere figli.
Arrivati a casa del padre, lei chiede a Brad di non accompagnarlo, perché non vuole più andare avanti nella loro storia se le cose rimangono le stesse. Kate confessa a sua sorella di aver lasciato Brad perché non vuole una famiglia ed è stupita di vedere a casa del padre anche la madre con i rispettivi compagni, che per il bene della nipote sono tornati a frequentarsi. Il papà, confessa alla figlia di aver sempre saputo che negli scorsi anni avevano voluto evitare il Natale in famiglia con le scuse dei progetti umanitari e ricorda a Kate che non c'è nulla di più importante della famiglia.
Al viaggio di ritorno da solo, Brad passa a casa di suo padre e capisce com'è vuota la sua vita senza un matrimonio e dei figli, e che egli ama troppo Kate per lasciarla. Ritorna da lei, e discutono della possibilità di avere un bambino e di un potenziale matrimonio. I due il giorno dopo partono per la loro vacanza nelle isole Figi. Un anno dopo Kate e Brad sono in ospedale felici di abbracciare la loro prima figlia, che hanno deciso di tenere segreta alle loro famiglie.  Ma, trattandosi del primo bebè venuto al mondo quell'anno, i due vengono inevitabilmente ripresi in un servizio del telegiornale.

## Incassi
In Italia, nell'unica settimana in cui il film è stato al cinema, ha incassato 403.903 euro, negli USA 120.146.040 dollari, mentre globalmente ha totalizzato 163.600.000 dollari.